# Luis Faroppa
Luis Aquiles Faroppa Ferrero (Montevideo, 25 de mayo de 1916 - 23 de diciembre de 2010) fue un contador uruguayo, perteneciente al partido Colorado.

## Biografía
Egresado de la Universidad de la República en 1940 con el título de Contador Público; obtuvo la medalla de oro. Ejerció la docencia a nivel universitario, siendo maestro de varias generaciones de economistas uruguayos. Fue creador en 1949 del Instituto de Economía de la Facultad de Ciencias Económicas y Administración.
De extracción batllista, Faroppa fue designado colaborador del Ministerio de Hacienda con apenas 24 años de edad. Trabajó para la CIDE; se interesó por los enfoques de Keynes y la CEPAL, siendo abanderado del desarrollismo. Militó en la lista 99 de Zelmar Michelini. En 1967 fue el primer titular de la Oficina de Planeamiento y Presupuesto durante la presidencia de Óscar Gestido.
Tras su fallecimiento, el Senado de Uruguay le realizó un homenaje.

## Cargos Universitarios
- Profesor Agregado de Economía Política, Facultad de Ciencias Económicas y de Administración, (1940).
- Encargado de los ensayos de Investigación y de Economía Política, Facultad de Ciencias Económicas y de Administración, (1941-1946).
- Profesor Titular de Economía Política y de Historia de las Doctrinas Económicas y Sociales, Facultad de Ciencias Económicas y de Administración, (1948-1955).
- Director del Instituto de Economía Bancaria y Monetaria, Facultad de Ciencias Económicas y de Administración, (1949-1954).
- Director del Instituto de Teoría y Política Económica, Facultad de Ciencias Económicas y de Administración, (s.d.).
- Profesor titular de la cátedra de Teoría del Desarrollo Económico, Facultad de Ciencias Económicas y de Administración, (s.d.).
- Director del Instituto de Economía, (1959-1966).
- Miembro del Consejo de Facultad por el orden docente, (s.d.).
- Miembro de la Asamblea General del Claustro (1959-1961).
- Profesor Emérito, (1989).
- Doctor honoris causa, Universidad de la República, (1992).[2]